# Manuel Cabit
Manuel Freddy Cabit (* 3. Juni 1993 in Fort-de-France) ist ein ehemaliger martiniquisch-französischer Fußballspieler, der zuletzt beim FC Metz unter Vertrag stand.

## Karriere

### Verein
Cabit begann seine fußballerische Karriere beim FC Sochaux in der Jugendabteilung. 2010 unterschrieb er einen Vertrag bei der zweiten Mannschaft, für die er in zwei Jahren jedoch nur dreimal auflief. 2012 wechselte er zum FCM Aubervilliers. Sein Debüt in der National 2 gab er am 18. August 2012 (2. Spieltag) gegen die AS Beauvais nach Einwechslung. Bis zum Saisonende lief er insgesamt zehn Mal in der vierten französischen Spielklasse auf. Nach der Saison wechselte er zum FC Chambly. Nach acht Monaten wechselte erneut in die National 2, diesmal zur ASM Belfort. Gegen die AS Moulins debütierte er am 12. März 2014 (14. Spieltag) in der Startformation für seinen neuen Verein. Am 24. Mai 2014 (30. Spieltag) schoss er bei einem 3:2-Sieg über die AS Lyon-Duchère sein erstes Tor auf Vereinsebene. Die Saison beendete er mit acht Ligaeinsätzen für Belfort. Auch in der Folgesaison war er Stammspieler und lief 25 Mal in der vierten Liga auf. Nach anderthalb Jahren wechselte er in die National zur AS Béziers. Sein Debüt in der dritten französischen Fußballliga gab er am 7. August 2015 (1. Spieltag) gegen die US Avranches. Gegen den SC Amiens legte er bei einem 2:2 das erste Tor der Mannschaft vor und schoss das zweite und sein erstes für den Verein. Die gesamte Saison spielte er 20 Mal und traf dieses eine Mal. Im Sommer 2016 wechselte er in den Profibereich zum Zweitligisten AC Ajaccio. Am 5. August 2016 (2. Spieltag) gab er gegen den ES Troyes AC sein Profidebüt, als er in der 53. Minute für Joris Sainati ins Spiel kam. Nach Anfangsschwierigkeiten bestritt er in der Saison 16 Pflichtspiele für seinen neuen Arbeitgeber. In der Folgesaison war er gesetzt und spielte 30 Spiele insgesamt, worunter er einmal in den Aufstiegsplayoffs eingesetzt wurde, in denen sein Team jedoch am FC Toulouse scheiterte. Auch 2018/19 war er gesetzt und spielte 34 Ligaspiele in der Saison. Bereits nach dieser Saison wurde er vom Ligue-1-Klub FC Metz verpflichtet. Am 19. Oktober 2019 (10. Spieltag) spielte er beim 1:0-Heimerfolg über den FC Nantes das erste Mal in Frankreichs höchster Spielklasse. Wenige Wochen später war er in einen schlimmen Verkehrsunfall mit Teamkollege Kévin N’Doram nahe Reims verwickelt. Im Gegensatz zu N’Doram wurde er schwer verletzt und ist seither an Teilen des Körpers gelähmt. Danach äußerte er sich mit den Worten: „Mein Traum ist es wieder laufen zu können“. Im Februar 2022 beendete er seine Karriere ohne nach dem Unfall wieder für den FC Metz aufgelaufen zu sein.

### Nationalmannschaft
Cabit wurde für den CONCACAF Gold Cup 2017 nominiert, wurde aber aus dem vorläufigen Kader gestrichen.